# Tijeras (Juana Díaz)
Tijeras es un barrio ubicado en el municipio de Juana Díaz en el estado libre asociado de Puerto Rico. En el Censo de 2010 tenía una población de 5670 habitantes y una densidad poblacional de 491,18 personas por km².

## Geografía
Tijeras se encuentra ubicado en las coordenadas 18°2′26″N 66°28′52″O / 18.04056, -66.48111. Según la Oficina del Censo de los Estados Unidos, Tijeras tiene una superficie total de 11.54 km², de la cual 11.5 km² corresponden a tierra firme y (0.34%) 0.04 km² es agua.

## Demografía
Según el censo de 2010, había 5670 personas residiendo en Tijeras. La densidad de población era de 491,18 hab./km². De los 5670 habitantes, Tijeras estaba compuesto por el 81.46% blancos, el 10.37% eran afroamericanos, el 0.32% eran amerindios, el 0.14% eran asiáticos, el 5.89% eran de otras razas y el 1.82% pertenecían a dos o más razas. Del total de la población el 99.59% eran hispanos o latinos de cualquier raza.